# Mervan Çelik
Mervan Çelik (* 26. Mai 1990 in Göteborg) ist ein schwedisch-türkischer Fußballspieler. Er besitzt neben der schwedischen auch die türkische Staatsangehörigkeit.

## Werdegang
Çelik wurde 1990 im Göteborger Stadtteil Biskopsgården geboren. Seine Eltern sind aus der Türkei stammende Kurden. Er begann mit dem Fußballspielen beim Göteborger Klub IF Warta. Von dort wechselte er innerhalb der Stadt in die Jugendabteilung des BK Häcken, für dessen Nachwuchsmannschaften er bis Anfang 2007 auflief. Anschließend zog er zum Lokalrivalen GAIS weiter. Hier spielte er zunächst auch in der Jugendmannschaft des Klubs, trat aber auch ab Sommer zeitweise für die zweite Mannschaft des Vereins an.
Vor der Spielzeit 2008 rückte Çelik als Nachwuchsspieler in den Kader der in der Allsvenskan antretenden Wettkampfmannschaft von GAIS auf. Nachdem er in den Vorbereitungsspielen häufig zum Einsatz gekommen war, absolvierte er die erste Saisonhälfte erneut bei der Reservemannschaft. Im Juli 2008 debütierte er schließlich als Einwechselspieler für Jóhann Birnir Guðmundsson beim 1:1-Unentschieden auswärts beim GIF Sundsvall in der höchsten schwedischen Spielklasse. In der Folge kam er unregelmäßig in der Allsvenskan zum Einsatz, hatte sich jedoch in den Kader der U-18-Nationalmannschaft gespielt. Nach zwei Spielzeiten als Ergänzungsspieler gelang ihm in der Spielzeit 2010 der Durchbruch im Erwachsenenfußball. Trainer Alexander Axén setzte ihn in 26 der 30 Saisonspiele ein, mit drei Saisontoren trug er zum Erreichen des Klassenerhalts auf dem letzten Nichtabstiegsplatz bei. Nach guten Leistungen zu Beginn der folgenden Spielzeit, in der er regelmäßig Tore erzielte, rückte er ins Blickfeld der U-21-Auswahltrainer Tommy Söderberg und Håkan Ericson. Bei seinem Debüt am 2. Juni 2011 erzielte er beim 4:1-Auswärtssieg gegen Norwegen zwei Tore.
Im Januar 2012 unterschrieb er einen Vertrag bei den Glasgow Rangers, den er wegen der finanziellen Probleme der Rangers im März wieder auflöste. Anschließend kehrte er zu GAIS zurück, wo er einen Vertrag bis Jahresende unterschrieb. Im Juli 2012 verließ er GAIS wieder und wechselte zu Delfino Pescara 1936. Zum Sommer 2013 wechselte er in die türkische Süper Lig zum Hauptstadtverein Gençlerbirliği Ankara. Diesen Verein verließ er im Sommer 2015 vorzeitig und heuerte stattdessen beim Ligarivalen Akhisar Belediyespor an. Nach vier Jahren in der Türkei, kehrte Çelik mit seinem Wechsel zum BK Häcken nach Schweden zurück. Doch schon Sommer 2019 wechselte er wieder zum türkischen Zweitligisten Fatih Karagümrük SK. Dann folgte 2020 erneut GAIS Göteborg und die Saison 2021/22 verbrachte Çelik beim Drittligisten Amed SK in der Türkei. Seit dem Sommer 2022 steht er nun zum vierten Mal in seiner Laufbahn bei GAIS Göteborg unter Vertrag und schafft dort ein Jahr später den Aufstieg in die Allsvenskan.